# Kościół Notre-Dame de Calais
Église Notre-Dame de Calais – rzymskokatolicki kościół parafialny, znajdujący się przy ulicy Rue de la Paix w Calais, w departamencie Pas-de-Calais w północnej Francji. Jego budowa rozpoczęła się w XIII wieku i jest uznawany za jedyny kościół reprezentujący architekturę angielską we Francji.
W XIII wieku konstrukcję kościoła rozpoczęli kamieniarze i architekci flamandzcy. Podczas okupacji angielskiej w XIV wieku świątynia nadal była w stanie budowy, którą przejęli budowniczy angielscy. Ukończenie prac konstrukcyjnych zajęło około stu lat.
W 1921 roku w Notre-Dame de Calais ślub wzięli Charles de Gaulle, przyszły prezydent Francji, oraz pochodząca z Calais Yvonne Vendroux.